# 安德里伊夫斯凯 (扎波罗热州)
47°21′15″N 36°4′12″E / 47.35417°N 36.07000°E
安德里伊夫斯凱（烏克蘭語：Андріївське）是位於烏克蘭東南部的村莊，由扎波羅熱州波洛希區的波洛希市鎮負責管轄。該村始建於1924年，面積0.91平方公里，海拔高度170米，2001年人口93，人口密度每平方公里101.8人。